# Liste du patrimoine culturel immatériel de l'humanité à Chypre
Cet article recense les pratiques inscrites au patrimoine culturel immatériel à Chypre.

## Statistiques
Chypre ratifie la convention pour la sauvegarde du patrimoine culturel immatériel le 24 février 2006. La première pratique protégée est inscrite en 2009.
En 2023, Chypre compte 7 éléments inscrits au patrimoine culturel immatériel, 6 sur la liste représentative et 1 sur le registre des meilleures pratiques de sauvegarde.

## Listes

### Liste représentative
Les éléments suivants sont inscrits sur la liste représentative du patrimoine culturel immatériel de l'humanité :
| Élément                                                               | Type | Subdivision           | Année | Lien  | Notes | Illus. |
| --------------------------------------------------------------------- | --- | --------------------- | ----- | ----- | --- | ------ |
| La dentelle de Lefkara ou Lefkaritika                                 | savoir-faire liés à l’artisanat traditionnel | Léfkara               | 2009  | 00255 | |        |
| Les Tsiattista, joutes poétiques                                      | arts du spectacle |                       | 2011  | 00536 | |        |
| La diète méditerranéenne                                              | pratiques sociales, rituels et événements festifs savoir-faire liés à l’artisanat traditionnel                                                                                               |                       | 2013  | 00884 | Partagé avec la Croatie, l'Espagne, la Grèce, l'Italie, le Maroc et le Portugal                                                                                             |        |
| L'art de la construction en pierre sèche : savoir-faire et techniques | connaissances et pratiques concernant la nature et l'univers pratiques sociales, rituels et événements festifs savoir-faire liés à l’artisanat traditionnel traditions et expressions orales |                       | 2018  | 02106 | Partagé avec la Croatie, l'Espagne, la France, la Grèce, l'Italie, la Slovénie et la Suisse Étendu en 2024 à l'Andorre, l'Autriche, la Belgique, l'Irlande et au Luxembourg |        |
| Le chant byzantin                                                     | arts du spectacle | Partagé avec la Grèce | 2019  | 01508 | |        |
| La maïeutique : connaissances, savoir-faire et pratiques              | connaissances et pratiques concernant la nature et l'univers |                       | 2023  | 01968 | Partagé avec l'Allemagne, la Colombie, le Kirghizistan, le Luxembourg, le Nigeria, la Slovénie et le Togo                                                                   |        |

### Patrimoine immatériel nécessitant une sauvegarde urgente
Chypre ne compte aucun élément listé sur la liste du patrimoine immatériel nécessitant une sauvegarde urgente.

### Registre des meilleures pratiques de sauvegarde
Chypre compte une pratique listée au registre des meilleures pratiques de sauvegarde :
| Élément                                                                               | Type                                              | Subdivision | Année | Lien  | Notes                                                       | Illus. |
| ------------------------------------------------------------------------------------- | ------------------------------------------------- | ----------- | ----- | ----- | ----------------------------------------------------------- | ------ |
| Tocatì (it), un programme partagé pour la sauvegarde des jeux et sports traditionnels | pratiques sociales, rituels et événements festifs |             | 2022  | 01709 | Partagé avec la Belgique, la Croatie, la France et l'Italie |        |